# Brent Symonette
Theodore Brent Symonette (né le 2 décembre 1954 à Nassau, Bahamas), est un homme politique bahaméen. Vice-premier ministre et ministre des Affaires étrangères des Bahamas depuis le 4 mai 2007.

## Biographie
Brent Symonette est le plus jeune des fils de Sir Roland Symonette (1898-1980), 1er Premier ministre des Bahamas de 1959 à 1967.